# Im Gyeong-eop
Im Gyeong-eop Janggun (林慶業 將軍) (임경업 장군) foi um grande comandante no final do período Joseon e é adorado no xamanismo como uma divindade marcial.

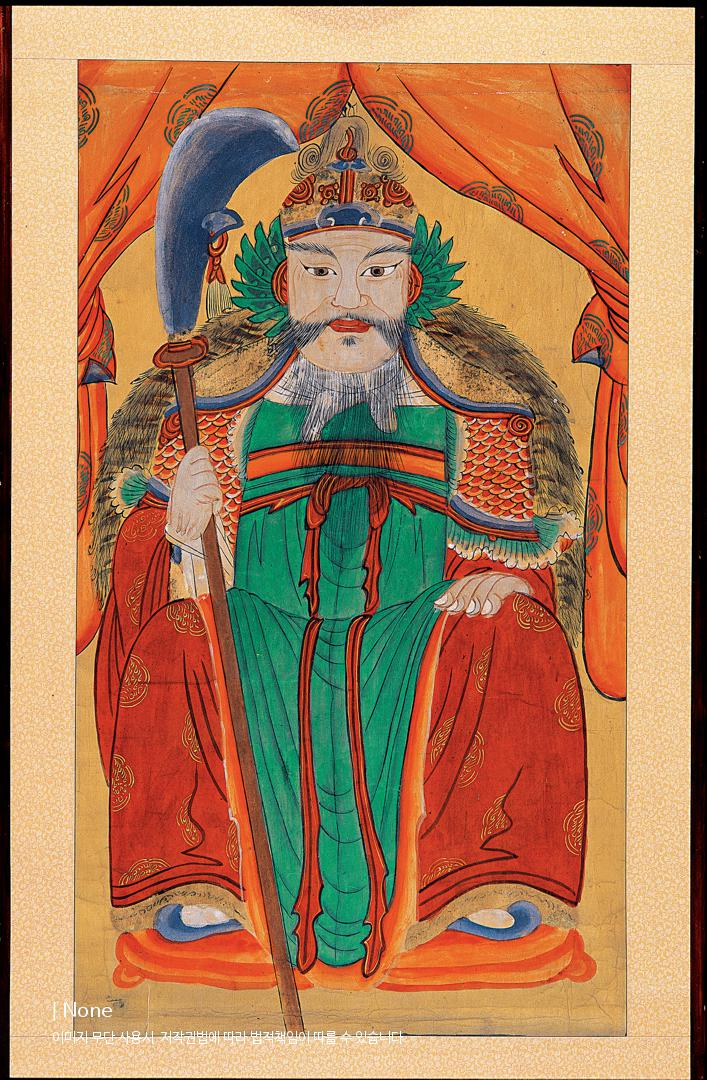
General Im Gyeong-eop

Im Gyeong-eop (1594-1646) foi um general reverenciado que ganhou amplo apoio público por abertamente se opor contra a dinastia Qing da China, recém-fundada pelos Manchus, e pela sua lealdade contínua à dinastia Ming, mas no final morreu uma morte trágica na prisão. Ele colaborou com Ming na resistência contra as forças Qing para superar a desgraça da invasão Manchu em Joseon em 1636, mas não conseguiu obter apoio dentro de Joseon. Este fracasso, no entanto, levou à restauração de sua reputação de herói nacional, um ícone de lealdade, fidelidade e coragem.
A história da vida de Im Gyeong-eop, conforme transmitida na história oral, é heróica e possui demonstrações de poderes sobrenaturais, narrando o treinamento inicial em magia taoísta com a ajuda de Sansin (Deus da Montanha); uma corajosa missão de resgate de reféns na China; apanhar corvinas com amoras; buscar água potável no mar. Após sua morte trágica, ele é entronizado como um deus dos pescadores da Ilha Yeongpyeong, na costa oeste.

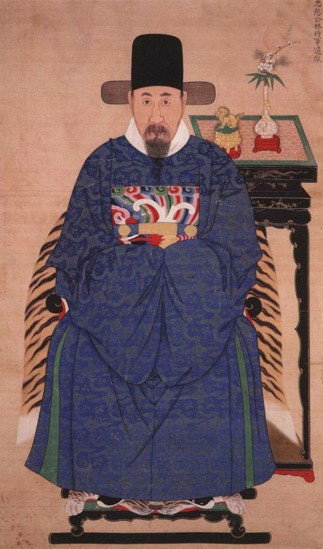

Como uma divindade xamânica, o General Im Gyeong-eop é adorado nas regiões costeiras das províncias de Hwanghae e Gyeonggi como um deus guardião da aldeia que também supervisiona a pesca. Na Ilha Yeongpyeong, há um santuário dedicado à divindade e o espírito do general é adorado nos rituais de pesca grande (pungeoje) da costa oeste. No passado, os pescadores de corvina realizavam um grande ritual de pesca no santuário do General Im Gyeong-eop na Ilha Yeonpyeong com a chegada da temporada de pesca. O público em geral adora essa divindade como protetora contra espíritos malignos e curadora de doenças, trazendo saúde, longevidade, segurança e paz.

## Primeiros Anos
Ele nasceu em Chungju (충주; 忠州) durante as Guerras Imjin. Como descendente de um alto ministro, em 1618 ele e seu irmão se inscreveram para testes militares e foram aprovados. Ele subiu na hierarquia até a rebelião de Yi Gwal em 1624, na qual foi colocado sob o comando do general Jeong Chung-shin. Ele ganhou grande mérito ao reprimir os rebeldes de Yi Gwal, o que o levou à promoção e à fama. Ele novamente subiu em posições como comandante associado (첨 절제사; 僉 節制 使).
Em 1627, as invasões Manchu começaram, e ele foi enviado à Ilha Ganghwa para ajudar em sua defesa, mas quando ele chegou, um tratado já havia sido assinado. Em 1630, um general Ming, Liu Xingzhi (劉興 治), entrou na Coreia e montou acampamento em uma estrada entre dois castelos. Im Gyeong-eop enviado para ficar de olho neste general e suprimi-lo se necessário.
Mais tarde, ele foi nomeado General da Defesa do Norte e magistrado de Yongbyon e foi responsável pelas defesas da Fortaleza da Montanha Beakma e do Castelo de Uiju. Vários rebeldes Ming cruzaram a fronteira, apenas para serem derrotados por Im, que também ganhou um título da corte Ming. Em 1634, ele foi destituído do comando após libertar alguns presos, mas recuperou o cargo dois anos depois, quando o governo percebeu seu valor.

## Segunda invasão Manchu na Coreia
No mesmo ano em que Im Gyeong-eop voltou ao seu cargo, os Manchus entraram em Joseon depois que as constantes pressões políticas falharam em suprimir a nação. Im Gyeong-eop amarrou as forças manchus na Fortaleza de Beakma e solicitou reforços da capital, mas Kim Ja-jeom, um ministro que desejava a coroa, interceptou a mensagem e as forças manchus seguiram para o sul.
Logo, Namhansanseong (para onde o rei havia fugido) foi cercado por forças Manchu e o Rei Injo se rendeu. Naquela época, Im Gyeong-eop moveu suas forças para a capital cercada e até conseguiu decapitar um dos generais Manchu (要 槌, sobrinho de Hong Taiji), mas não conseguiu alcançar o inimigo a tempo antes da rendição. Embora Im Gyeong-eop tenha sido chamado ao imperador manchu por decapitar seu sobrinho, ele foi libertado por causa do reconhecimento de seus esforços nobres para proteger seu rei e país (sem mencionar o fato de que Im Gyeong-eop não estava ciente da rendição na época). Im Gyeong-eop lamentou que se ele tivesse pelo menos 20.000 homens em vez dos miseráveis 3.000, ele teria se dirigido ao norte para invadir Mukden (capital Qing), o que poderia ter mudado o resultado da guerra.

## Depois da Guerra
Em 1637, o Império Manchu Qing solicitou reforços de Joseon para derrotar as forças Ming, e Im Gyeong-eop foi enviado como a força de ajuda naval. No entanto, Im Gyeong-eop, querendo retribuir a derrota de Joseon durante a Invasão, secretamente enviou uma mensagem às forças Ming, revelando o plano Manchu, o que resultou na redução das baixas Ming e no aumento das baixas Manchu.
Em 1640, ele foi novamente enviado como reforço para os Qing, mas novamente ele usou um monge budista como um mensageiro para os Ming, repetindo seu plano como infiltrado. Dessa forma, as forças de Joseon nunca realmente se envolveram com os Ming em combate, enquanto os Manchus fizeram a maior parte da luta. No ano seguinte, ele voltou para Seul, onde sua suspeita influência Qing o fez perder seu posto. No entanto, ele logo recuperou outra posição no governo.
No entanto, em 1642, um general Ming afiliado a Im Gyeong-eop se rendeu aos Manchus, revelando assim as relações de Im Gyeong-eop com as forças Ming. Os manchus enviaram imediatamente uma força de prisão na Coreia, que prendeu Im Gyeong Eop e o transportou para Pequim. No entanto, na província de Hwanghae, ele conseguiu escapar e entrou em um templo budista, onde se disfarçou de monge, para fugir para Ming um ano depois.

## Retorno e Morte
Ele então lutou ao lado das forças Ming com o general Ming Ma Tenggao (馬騰 高). No entanto, a coragem de Ma falhou e as forças Ming se renderam aos Manchus, e Im Gyeong-eop mais uma vez perdeu sua oportunidade. Ele começou a planejar uma fuga, mas foi entregue às forças Manchu por seu subordinado Han Sa-rip (한 사립) e transportado para Pequim. Mas nessa época em Joseon, um ministro chamado Shim Gi-won (심기 원; 沈 器 遠) tentou um golpe, o que levou o Rei Injo a solicitar o retorno de Im Gyeong Eop para sua repressão.
No entanto, no caminho de volta, Im Gyeong Eop foi morto por soldados pagos por Kim Ja-jeom, que sentiu a ameaça de tê-lo de volta na capital.
Em 1697, sob o reinado do Rei Sukjong, Im Gyeong Eop foi postumamente nomeado para sua antiga posição e um santuário foi dedicado a ele em sua terra natal, Chungju.